# Johannes König (Erziehungswissenschaftler)
Johannes König (* 1974 in Freiberg) ist ein deutscher Erziehungswissenschaftler und Hochschullehrer.

## Leben
König studierte von 1993 bis 1994 Mathematik in Heidelberg, wechselte danach in den Diplom-Studiengang Orchestermusik (Bratsche/Klavier) an der Universität der Künste Berlin (1994/95) und begann im Anschluss ein Lehramts-Studium Englisch/Grundschulpädagogik mit den Lernbereichen Deutsch und Mathematik an der Humboldt-Universität. Dieses schloss er 2003 mit dem Ersten Staatsexamen ab. Von 2004 bis 2006 erhielt König ein Promotionsstipendium nach dem Nachwuchsförderungsgesetz (NaFöG), welches durch das Land Berlin gefördert wurde. 2006 erfolgte die Promotion zum Dr. phil. In den Jahren 2007 bis 2011 habilitierte er an der Humboldt-Universität und erhielt 2011 die Lehrbefähigung für das Fach Erziehungswissenschaften mit dem Schwerpunkt „Systematische Didaktik und Unterrichtsforschung“. In den Jahren 2009–2011 nahm König eine Vertretungsprofessur für Empirische Schulforschung mit Schwerpunkt Quantitative Methoden an der Universität zu Köln wahr und ist seit Februar 2011 W3-Universitätsprofessor für diese Professur. Seit Januar 2014 ist König zudem Geschäftsführender Direktor des Interdisziplinären Zentrums für empirische Lehrer- und Unterrichtsforschung (IZeF) der Universität zu Köln.
König forscht vor allem zur Lehrerbildung und zum Lehrerberuf und betreibt Schul- und Unterrichtsforschung. Er ist Mitglied der Deutschen Gesellschaft für Erziehungswissenschaft (DGfE), der Deutschen Gesellschaft für Lesen und Schreiben (DGLS), der Gesellschaft für Empirische Bildungsforschung (GEBF), der American Educational Research Association (AERA) sowie der European Association for Research on Learning and Instruction (EARLI).

## Schriften (Auswahl)
- mit Sarantis Tachtsoglou: Statistik für Erziehungswissenschaftlerinnen und Erziehungswissenschaftler. Konzepte, Beispiele und Anwendungen in SPSS und R. Springer VS, Wiesbaden 2017, ISBN 978-3-658-13436-5.
- mit Petra Herzmann: Lehrerberuf und Lehrerbildung. Studientexte Bildungswissenschaften. UTB/Klinkhardt, Bad Heilbrunn 2016, ISBN 978-3-8252-4337-1.
- mit Christine Wagner, Renate Valtin: Jugend – Schule – Zukunft. Psychosoziale Bedingungen der Persönlichkeitsentwicklung – Ergebnisse der Längsschnittstudie AIDA. Waxmann Verlag, Münster 2011, ISBN 978-3-8309-7482-6, doi:10.25656/01:20900, urn:nbn:de:0111-pedocs-209000 (pedocs.de [PDF]).
- Sekundarschulen als differenzielle Entwicklungsmilieus? Der Umgang mit Schule unter schulorganisatorischen Bedingungen am Beispiel des Klassenklimas, des Selbstkonzepts und der Attribuierung bei Schülerinnen und Schülern der Klasse 7 und 8. Duisburg (Zugl.: Berlin, Freie Univ., Diss., 2006). WiKu-Verlag, Duisburg 2006, ISBN 978-3-86553-178-0.